# Josep Valls i Grau
Josep Valls i Grau (Sant Feliu de Pallerols, Garrotxa, 1944) és un escriptor català.
Va cursar els seus estudis eclesiàstics al Seminari de Girona. L'any 1969 va casar amb Carme Busquets i, els dos, es van traslladar a Figueres on Josep Valls va treballar durant trenta-sis anys com a gerent del Motel Empordà. Va ser en aquest restaurant on va conèixer Josep Pla, qui li va despertar la passió per escriure. Josep Valls ha estat guardonat, entre d'altres, amb el premi Just M. Casero, el Pin i Soler de novel·la, el Recull i el Marian Vayreda. També va guanyar el Carles Rahola de periodisme per un article sobre Anna Maria Dalí i Domènech, a qui també va conèixer de prop. Ha publicat vint-i-dos llibres de temàtiques diverses així com nombrosos articles de premsa.
L'any 1984 va guanyar el Premi de Novel·la Curta Just Manuel Casero amb l'obra El cap sota l'ala, editat amb el títol, L'àngel atònit.

## Obra
Obra completa de Valls:
- Roig 150 Figueres : comprar amb canons i vendre amb violins. [Figueres : Miquel Roig], 2019
- Llibre de marques. Girona: Curbet. 2014
- Àfrica al cor. Figueres: Brau. 2012
- Josep Pla oral. Barcelona: A Contra Vent. 2011.
- Carles Coll: La música que mou fronteres. Girona: CCG: Fundació Valvi. 2009
- El Peatge. Girona: Fundació Valvi. 2009.
- Xevi: la màgia que mou fronteres. Girona: CCG Edicions, 2008.
- Nus i crus. Barcelona: Empúries. 2007.
- Vilafant, cuina i societat: 2000-2007. Vilafant: Ajuntament; Figueres: Brau. 2007.
- Castells i castellers: 10 anys de la Colla Castellera de Figueres. Figueres: Brau. 2006.
- La Ciutat del lliri roig: Florència, o, La il·lustre follia dels Mèdici. Figueres: Brau. 2006
- Comerç a/de Figueres: història i vides d'establiments centenaris.[Figueres: Comerç Figueres Associació]. 2005.
- Signatures: el Llibre d'Or del Casino Menestral: Figueres, 1985-2000. Figueres: Regidoria de Cultura de l'Ajuntament de Figueres: L'Empordà, DL 2003.
- Terra Santa 2000: Egipte, Palestina, Jordània, Israel. [Figueres]: Brau. 2000.
- Pla de conversa. [S.I.]: Brau. 1997.
- Broubufat. Girona: L'Eix. 1996
- Granoturco. Tarragona: El Mèdol. 1995.
- EmpúriesOlímpia. Figueres: Domus. 1992.
- Josep Pla. Barcelona: Blume.1986.
- L'Àngel atònit. Girona: El Pont de Pedra. DL 1986
- ”... I un Déu farà que ho recordis”. [Olot: Miquel Plana]. 1985.
- Estimats germans. Salt: Edicions del Pèl. 1985.
- Josep Pla, inèdit. Barcelona: Kapel. 1982.